# Пеплос
Пеплос (грчки: πέπλος) је у античкој Грчкој, (око 500 година п. н. е. и током касног Архајског периода) била дуга и широка женска хаљина, туника, без рукава са богатим наборима са брошевима и имао је прорезане делове који су откривали бедра и омогућавали више слободе кретања од других туника. У почетку је то био четвороугаони комад вунене тканине који се копчама спајао на раменима. После је горњи део био сашивен. Била је то дуга, правоугаона тканина са горњом ивицом савијеном отприлике до пола, тако да је оно што је био врх правоугаоника сада спуштено испод струка, а доњи део правоугаоника био је на зглобу. Једна страна пеплоса се може оставити отворена, или закачена или сашивена. Пеплос је био лакша и мање обимна верзија јонског хитона. Иако је то некад била уобичајена туника за хеленске народе касније је постала уобичајена за Дорце, док су остале групе прешле на употребу хитона.